# Ferguson (Kentucky)
Ferguson es una ciudad ubicada en el condado de Pulaski en el estado estadounidense de Kentucky. En el Censo de 2010 tenía una población de 924 habitantes y una densidad poblacional de 203,63 personas por km².

## Geografía
Ferguson se encuentra ubicada en las coordenadas 37°4′20″N 84°35′33″O / 37.07222, -84.59250. Según la Oficina del Censo de los Estados Unidos, Ferguson tiene una superficie total de 4.54 km², de la cual 4.53 km² corresponden a tierra firme y (0.11%) 0.01 km² es agua.

## Demografía
Según el censo de 2010, había 924 personas residiendo en Ferguson. La densidad de población era de 203,63 hab./km². De los 924 habitantes, Ferguson estaba compuesto por el 96.54% blancos, el 0.76% eran afroamericanos, el 0.43% eran amerindios, el 0.87% eran asiáticos, el 0% eran isleños del Pacífico, el 0.54% eran de otras razas y el 0.87% pertenecían a dos o más razas. Del total de la población el 1.52% eran hispanos o latinos de cualquier raza.